# Чарушин, Иван Аполлонович
Ива́н Аполло́нович Чару́шин (24 февраля [8 марта] 1862, Орлов, Вятская губерния — 29 июля 1945, Киров) — российский и советский инженер-архитектор, архитектор-художник первой степени (1890), оказавший значительное влияние на застройку городов Прикамья и Предуралья. Отец писателя и художника Евгения Ивановича Чарушина, родной брат Николая Аполлоновича Чарушина.
В 1884—1890 годах обучался в Императорской Академии художеств, в 1890 году получил звание архитектора-художника первой степени с вручением Большой золотой медали на конкурсном проекте. В 1890—1893 годах служил архитектором Сахалина, внедрив на острове производство цемента и кирпича. После возвращения в родную Вятку служил архитектором строительного отделения в губернском правлении, а с 1896 года — губернским архитектором. В 1940 году уехал к сыновьям в Ленинград, с началом войны вернулся в Вятку, где провёл последние годы, занимаясь преподаванием и общественной деятельностью.
В разные периоды использовал в проектах элементы русского стиля, модерна, неоклассицизма, в советские годы — конструктивизма, иногда сочетая несколько стилей в одном проекте. Наиболее выдающимся своим творением считал Михаило-Архангельский собор в Ижевске.

## Биография

### Детство и юность

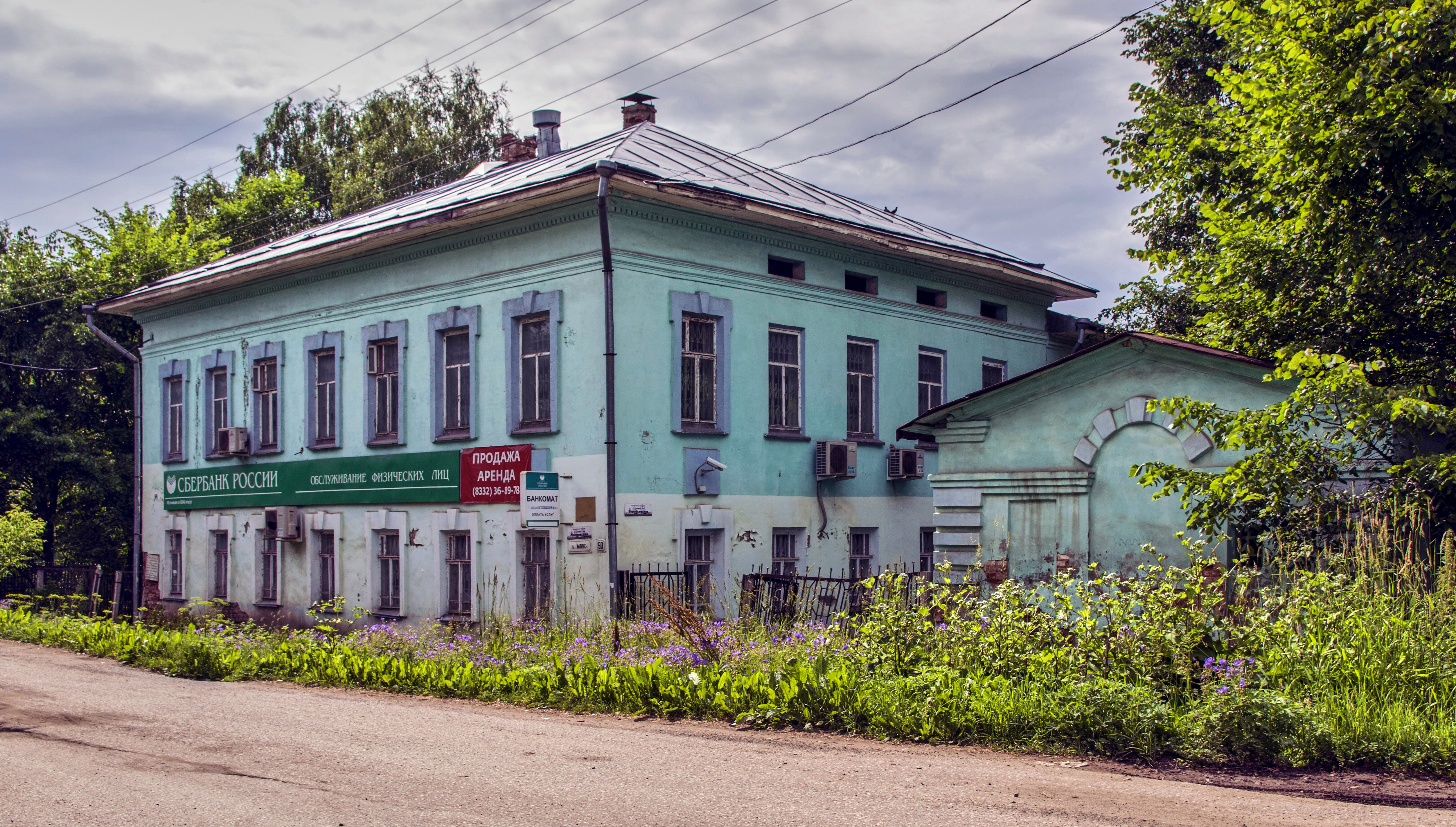
Дом в Орлове, в котором родился и провёл детские года И. А. Чарушин

Родился в Орлове 24 февраля (8 марта) 1862 года в семье Аполлона Ивановича Чарушина, канцелярского служащего, и Екатерины Львовны Юферевой, дочери местного купца Льва Матвеевича Юферева. Иван был шестым ребёнком в семье, старше него в семье воспитывались Лидия, Николай, Юлия, Аркадий, Виктор; младше Ивана были брат Вячеслав и сестра Надежда. Семья проживала в двухэтажном каменном доме на Московской улице.
В раннем детстве Иван потерял много родных: в 1866 году от несчастного случая погиб отец, через год умерли дед Иван Дмитриевич, тётка по отцовской линии Юлия Ивановна, младшие брат и сестра Вячеслав и Надежда. Эти утраты сказались на характере юного Ивана, вынужденного с малых лет заниматься хозяйством и трудиться на благо семьи. В 1870 году Иван по собственной инициативе, несмотря на предостережения врачей из-за его слабого здоровья, поступил в Орловское уездное училище. Много самостоятельно читал, писал и рисовал. После окончания училища в 1873 году семья не смогла позволить себе обучение Ивана в Вятском земском училище, где к тому времени уже учился брат Аркадий и его друг Степан Халтурин, будущий революционер, связи с которым позднее повлияли на судьбу Ивана. Четыре года после окончания училища Иван занимался хозяйством, помогал дяде Ивану Львовичу Юфереву в работе на принадлежавшей ему водяной мельнице в селе Казаковцевы, ставшей основным источником дохода для семьи Чарушиных, потерявшей кормильца. Также Иван занимался спортом, благодаря чему физически окреп, и самообразованием, готовясь к поступлению в училище с помощью Аркадия.

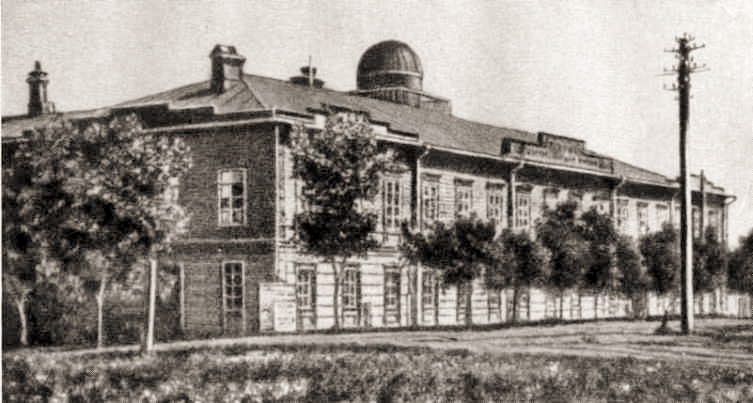
Вятское земское училище (конец XIX века)

В 1877 году, достигнув 15-летнего возраста, требовавшегося для поступления в училище, Иван приехал в Вятку, где его встретил Аркадий, уже закончивший к тому времени учёбу. Успешно выдержав экзамены, Иван был зачислен в первый класс. В отсутствие стипендии и личных средств Иван вынужден был ограничивать себя и снимать жильё в частных домах. Впоследствии деньгами ему вновь помог дядя Иван Львович, а Иван стал лучшим учеником класса, добившись повышенной стипендии.

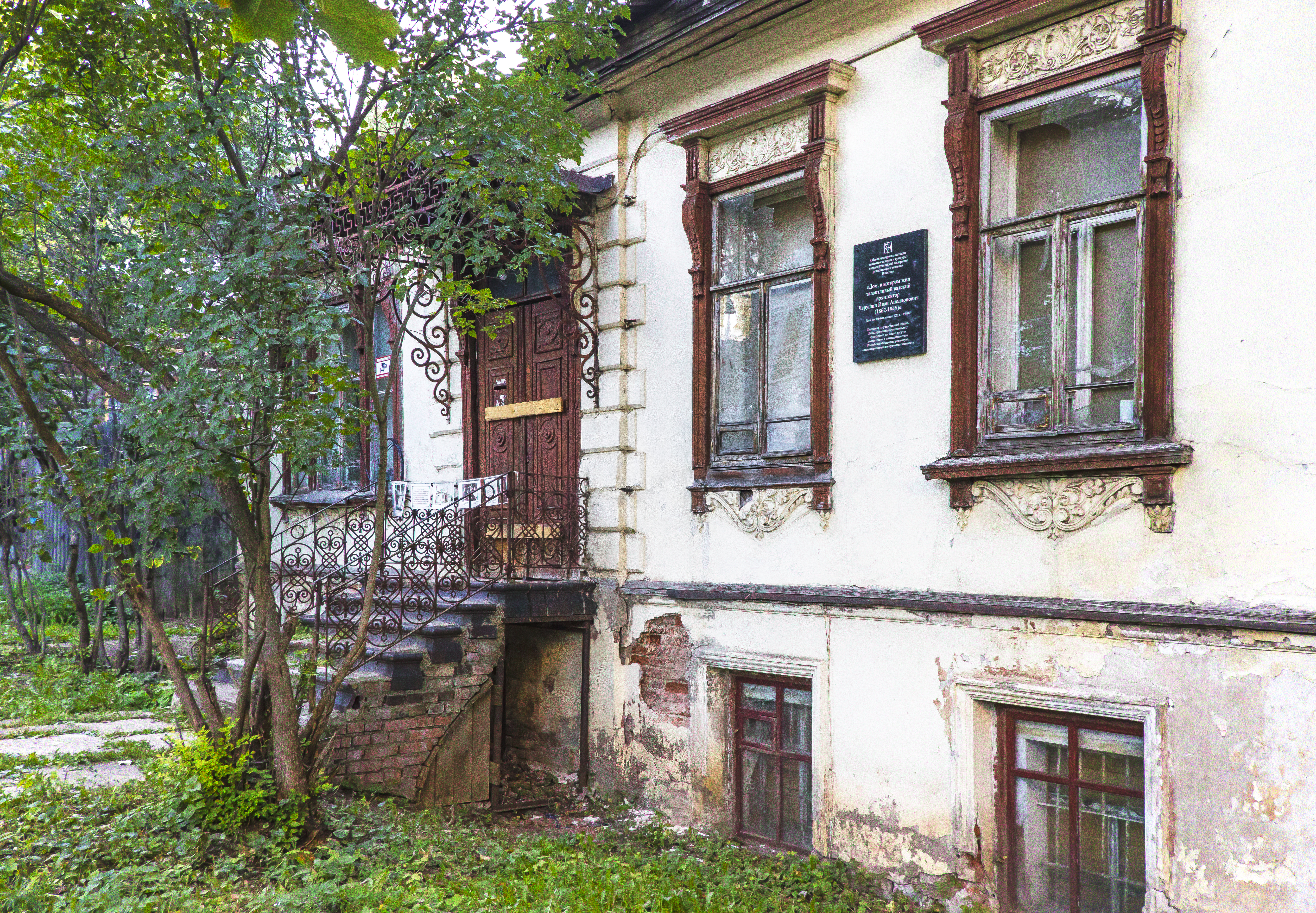
Дом в Вятке, где жил И. А. Чарушин (Пятницкая улица, 15)

После покушения на Александра II, организованного в Петербурге Халтуриным в 1880 году, в Вятку для проведения расследования была направлена правительственная комиссия под председательством министра просвещения графа Дмитрия Андреевича Толстого. В числе прочего по результатам работы комиссии было принято решение о переводе Вятского училища в статус реального с шестилетним обучением, что лишало его выпускников возможности продолжать обучение в высших учебных заведениях страны. Только по особому распоряжению для самых успешных учеников оставалась возможность окончить дополнительный седьмой класс с последующей перспективой университетского образования. С помощью срочно приехавшего в Орлов из Петербурга брата Аркадия Иван собрал в доме всё, что могло бы указать на связь семьи Чарушиных с Халтуриным, и закопал с братом вещи в лесу. В итоге Иван поступил в седьмой класс Вятского училища, успешно окончив его в 1883 году.

### Учёба в Петербурге (1883—1890)

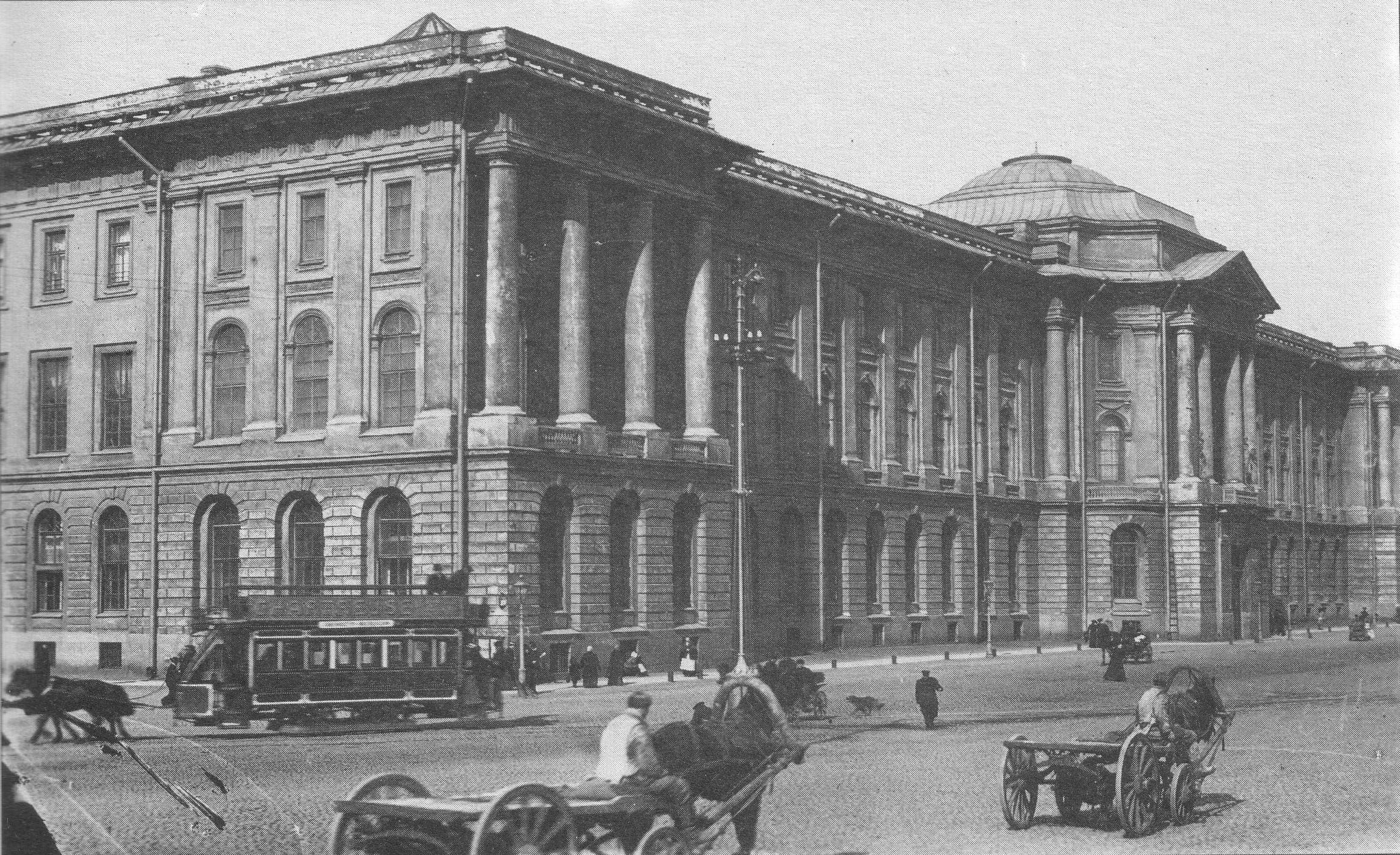
Императорская Академия художеств (1903)

В 1883 году Чарушин приехал в Петербург поступать в Академию художеств. Провалив первый и решающий экзамен по рисунку, он решил остаться в столице, поступил в платную школу рисования и начал посещать вечерние архитектурные классы при Академии для укрепления навыков художника. Зимой 1884 года обратился к профессору Александру Ивановичу Резанову, ректору архитектурного факультета Академии, с просьбой о допущении к досрочным вступительным экзаменам. Резанов высоко оценил рисунки Чарушина и помог ему составить обращение в Совет Академии, сразу снабдив его своей личной рекомендацией. В результате Совет разрешил Чарушину весной того же года досрочно сдать вступительный экзамен по математике. Успешно пройдя испытание по математике и получив деньги от дяди, Иван уехал на летний отдых в родной Орлов, уже в августе вернувшись в Петербург. Оставшиеся вступительные экзамены Чарушин также выдержал успешно, став 16 августа 1884 года студентом архитектурного факультета Академии художеств.
Из-за связей с Халтуриным и братом Николаем, отбывавшим в то время ссылку в Забайкалье, за Иваном был установлен негласный надзор со стороны полиции во время его нахождения в Вятке и Орлове. Так, 29 сентября 1887 года Вятский губернатор Алексей Фёдорович Анисьин направил в правление Академии художеств секретное уведомление о том, что «прибывший в город Орлов на каникулярное время студент Академии художеств Иван Аполлонович Чарушин… во время своего проживания в городе Орлове ни в чём предосудительном не замечался». Его экзаменационный проект «Римско-католический храм для столичного города» по итогам обучения на 4-м курсе в 1887 году получил малую серебряную медаль по архитектуре, что давало студенту право на присвоение звания «свободного художника», а также право на производство строительных работ. С этого времени Чарушин в свободное время работал с профессорами Академии в их проектах, развивая собственные навыки архитектора и строителя. После летних каникул 1888 года, вновь проведённых в Орлове, Чарушин работал в Петербурге на строительстве дома купца И. В. Шувалова под руководством архитектора Константина Трофимовича Андрущенко. 29 октября 1888 года на выпускном экзамене проект Чарушина «Городская богадельня в провинции» был удостоен большой серебряной медали с присвоением звания архитектора-художника третьей степени. 4 ноября того же года после сдачи всех экзаменов ему был выдан аттестат академиста.
После получения аттестата Чарушин решил продолжить обучение в Академии. В 1889 году он представил на конкурс «Проект здания городской Думы для города Санкт-Петербурга», претендуя на присуждение звания архитектора-художника второй степени. В это же время профессор Академии Александр Никанорович Померанцев пригласил Чарушина выступить его помощником в проекте Верхних торговых рядов на Красной площади в Москве. Группа под руководством Чарушина занималась проектированием внутренних помещений и фасадов комплекса. В итоге проект Померанцева занял первое место из 19 представленных и был реализован. После возвращения в Петербург Чарушин закончил работу над своим конкурсным проектом здания городской Думы, получившим 30 октября 1889 года малую золотую медаль. В следующем 1890 году Чарушин получил звание классного художника второй степени. В этом же году по представлению Померанцева Совет Академии назначил Чарушину повышенную стипендию и предоставил право участвовать в конкурсе на звание художника первой степени. Руководителем проекта был назначен профессор Роберт Андреевич Гёдике. Заседание Совета Академии по рассмотрению конкурсного проекта «Великокняжеский загородный дворец» состоялось 1 ноября 1890 года в отсутствие кандидата, отправленного в августе того же года на службу на Сахалин. Тем не менее, Совет принял решение присудить Чарушину звание архитектора-художника первой степени с вручением Большой золотой медали.

### Сахалин (1890—1893)

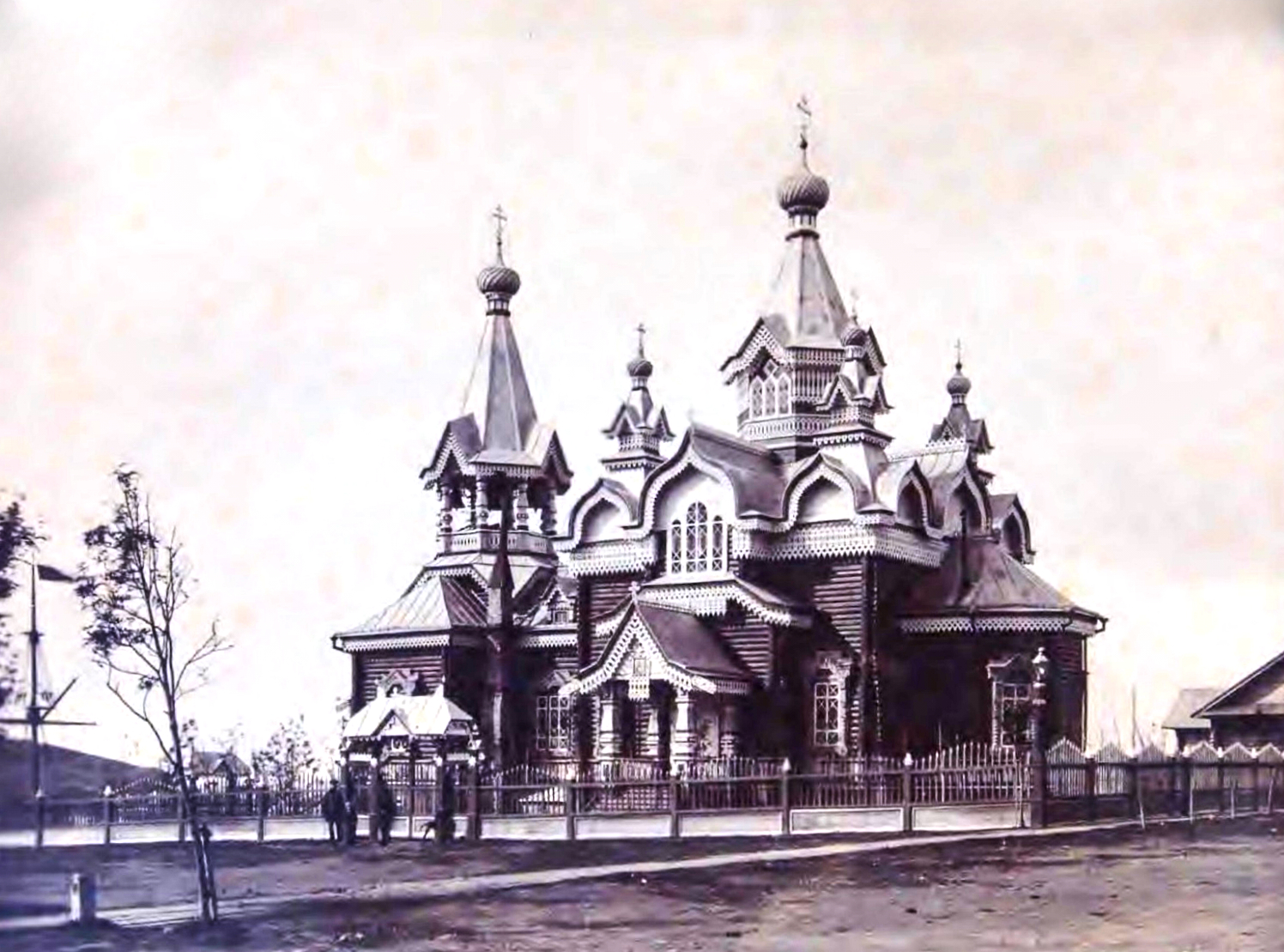
Покровская церковь в Александровске (снесена)

В начале августа 1890 года Министерством внутренних дел Чарушин был направлен на Сахалин на службу инженером-архитектором. Перед поездкой он встречался с Марией Фёдоровной, подчеркнувшей значимость возложенной на него миссии. После двух месяцев морского пути в октябре того же года он прибыл в пост Александровск, где встретился с начальником острова генералом Владимиром Осиповичем Кононовичем. В обязанности Чарушина входило составление предложений для производства дорожных и строительных работ, надзор за из выполнением, контроль использования материальных и трудовых ресурсов, а также подготовка всей необходимой отчётности. Обширный план разработки архитектурных проектов включал в себя сельскую церковь, школу, тюремно-казарменный корпус, казармы, лазарет, квартиры для чиновников и офицеров, а также вспомогательные помещения. Из-за практически полного отсутствия на острове инженерных кадров все работы Чарушину приходилось выполнять самостоятельно, что не помешало ему выдавать около 50 проектов в год.
До приезда Чарушина на острове не было ни одного каменного здания, все строительные материалы завозились из европейской части России, а все работы выполнялись каторжными, отбывавшими здесь ссылку. По инициативе Чарушина на Сахалине был построен первый кирпичный завод и начато производство местного цемента, что существенно повлияло на дальнейшую застройку острова. В 1891 году он выполнил проект Покровской церкви в Александровске, а также проекты церквей в сёлах Новомихайловском, Деринском и Раковском. Наиболее значимой постройкой Чарушина в Александровске называют комплекс морских причалов для погрузки добывавшегося каторжными угля в суда.
По рекомендации Кононовича и Антона Павловича Чехова, путешествовавшего в те годы на Сахалин, Чарушин в 1891 году был вызван во Владивосток приказом барона Андрея Николаевича Корфа, занимавшего в то время пост генерал-губернатора Приамурского края, для организации краевой выставки, приуроченной к визиту цесаревича Николая. За участие в подготовке визита Чарушин был награждён золотыми часами работы Павла Буре с вензелем будущего императора. В ходе общения с цесаревичем архитектор выразил желание вернуться в родную Вятку на службу архитектором.
В 1891 году Иван Аполлонович женился на дочери чиновника местной администрации Марии Алексеевне Фельдман. В июне 1892 года у пары родилась дочь Екатерина. Вскоре Мария Алексеевна скончалась от туберкулёза.

### Вятка (1893—1940)

Иван Аполлонович в начале XX века

31 августа 1893 года Чарушин был назначен архитектором строительного отделения Вятского губернского правления, о чём была получена телеграмма в Приамурском генерал-губернаторстве. 3 октября того же года распоряжением Кононовича овдовевший Иван Аполлонович был освобождён от обязанностей архитектора Сахалина и отплыл с дочерью и няней на корабле «Ярославль», в начале февраля прибыв в Вятку. В 1896 году Иван Аполлонович сочетался браком с Любовью Александровной Тихомировой. В 1901 году у пары родился сын Евгений, в 1907 году — Владимир. Также в семье воспитывалась сирота Зинаида, приходившаяся дальней родственницей Ивану Аполлоновичу.
По прибытии в Вятку занимался текущими работами, разработал проект памятника и сквера умершему Александру III. В 1896 году Чарушина — в то время уже всеми признанного специалиста — назначили губернским архитектором. В первые годы на этом посту он проектировал в основном земские школы и церкви Вятской епархии, лично осуществляя авторский надзор за строительством спроектированных им объектов независимо от их удалённости от губернского центра. В дальних поездках его часто сопровождал старший сын Евгений, ставший впоследствии известным художником и писателем.

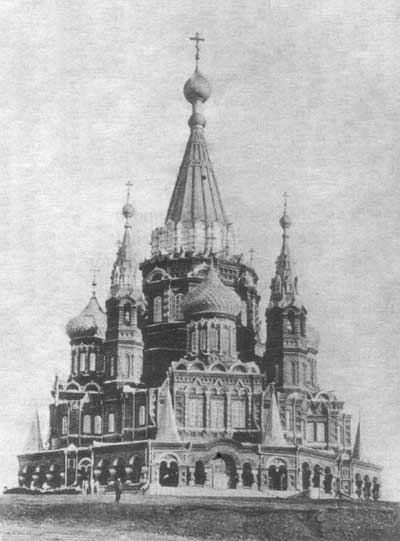
Михаило-Архангельский собор (Ижевск, начало XX века, разрушен в 1937 году)

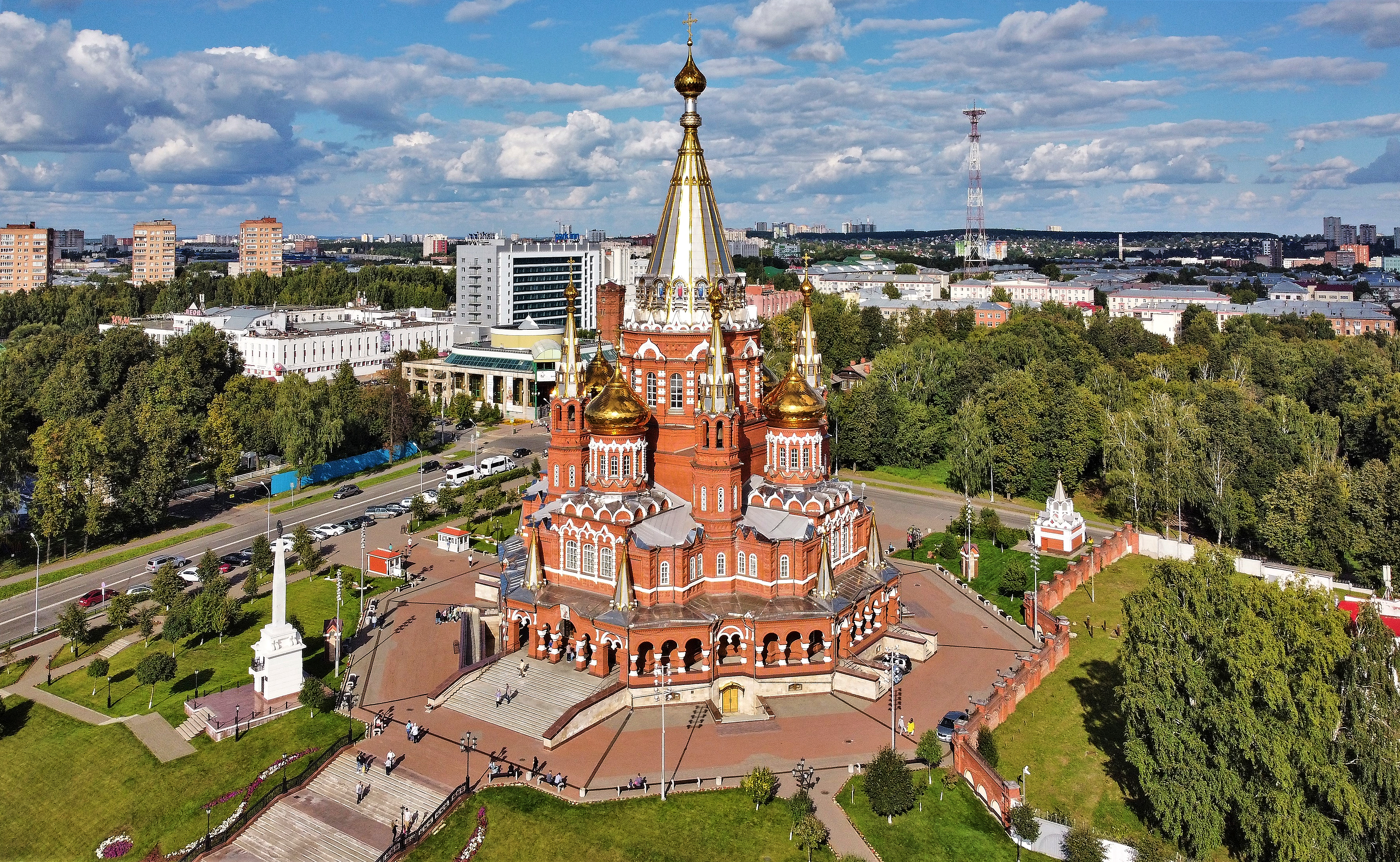
Восстановленный в 2000-х годах храм

В 1896—1907 годах Чарушин по поручению губернского правления и Вятской епархии проектировал и строил ставший знаковым для Ижевска Свято-Михайловский собор, в котором архитектор объединил несколько типов объёмно-планировочных решений. За основу был взят нереализованный проект храма для Сарапула. 3 августа 1897 года состоялась торжественная закладка храма, в 1898 году началось возведение кирпичных стен. К 1904 году основные строительные работы были завершены, но установка куполов и колоколов, а также отделочные работы продолжались до сентября 1907 года. 68-метровый храм стал самым высоким сооружением Вятской губернии. Впоследствии сам архитектор называл собор своим лучшим произведением.
Принимал активное участие в общественной жизни Вятки и губернии. С 1898 года постоянно избирался гласным Вятской городской думы, возглавляя её техническую комиссию. Состоял членом Вятской научной библиотеки, действительным членом Вятской учёной архивной комиссии, а также членом губернского Комитета попечительства и народной трезвости. В 1911 году Чарушин принял в качестве делегата от Вятской губернии участие в IV съезде зодчих России, проходившем в Петербурге, в стенах его альма-матер. В годы Первой мировой войны он продолжал работать в Вятке, отдавая приоритет проектам приспособления зданий под размещение раненых и беженцев. С 1916 года читал курс «Строительное дело» в Вятском мелиоративном техникуме и преподавал на местных курсах строительных мастеров.
После 1918 года, вопреки своему дворянскому происхождению и высокому посту до Революции, Иван Аполлонович возглавил технический строительный отдел Исполкома Вятского губернского Совета рабочих, солдатских и крестьянских депутатов, собрав в нём архитекторов бывшего губернского правления. В первые годы работал над проектами укрепрайонов в регионе и реконструировал здания под размещение войск и штабов. С января 1919 года по совместительству с работой в губернском исполкоме заведовал сектором городского, сельского и промышленного строительства губернского отдела Комитета государственных сооружений и общественных работ при ВСНХ. В том же году создал первый в Вятке памятник-обелиск павшим революционерам, а в начале 1923 года спроектировал постамент памятника народовольцу С. Н. Халтурину. После окончания Гражданской войны Чарушина назначили председателем губернского комитета по делам музеев и охраны памятников искусства, старины и природы. В этой должности Иван Аполлонович занимался выявлением и описью художественных и культурных ценностей в губернии. В 1922—1930 годах работал инженером-строителем, а затем архитектором в Вятском кожевенном тресте, отвечал за восстановление и реконструкции кожевенных заводов губернии. В 1931—1933 годах занимал должность заместителя начальника отдела строительного контроля, в 1934—1937 годах возглавлял проектную мастерскую Кировского горсовета. После организации в 1930 году треста «Вяткомстрой» Чарушин вернулся к работе архитектора, возглавляя его проектный сектор в 1933—1935 годах.
В 1930-е годы Иван Аполлонович участвовал во всех ключевых архитектурных проектах в Вятке. Он спроектировал летний театр с залом на 1200 мест в парке им. С. Н. Халтурина (1934), Центральную гостиницу (1937) и элитный дом для сотрудников НКВД (1937) в Кирове. В 1935 году выполнил конкурсный проект Дома Советов Кирова, получивший вторую премию, но не воплощённый в жизнь.
В сентябре 1936 года Чарушин первым из вятских архитекторов стал членом Союза архитекторов СССР и участвовал в первом его съезде. В начале 1938 года в Кировском художественном музее в честь 75-летнего юбилея Ивана Аполлоновича прошла выставка его работ, на открытии которой сам архитектор выступил с приветственной речью.

### Последние годы
В 1940 году отошедший от дел архитектор уехал в Ленинград, где проживали его сыновья. Однако сразу после начала Великой Отечественной войны семья Чарушиных вернулась в Киров, где Иван Аполлонович провёл последние годы жизни. В это время он занимался общественной деятельностью в местном отделении Союза архитекторов СССР и пользовался определёнными привилегиями со стороны коллег и местных властей. Преподавал в школе десятников и в Мелиоративном техникуме. Читал курс «Строительное искусство», издал учебник по курсу «Части зданий», также публиковал статьи архитектурно-строительной тематики в «Вятской правде», «Строительной газете» и газете «Правда».

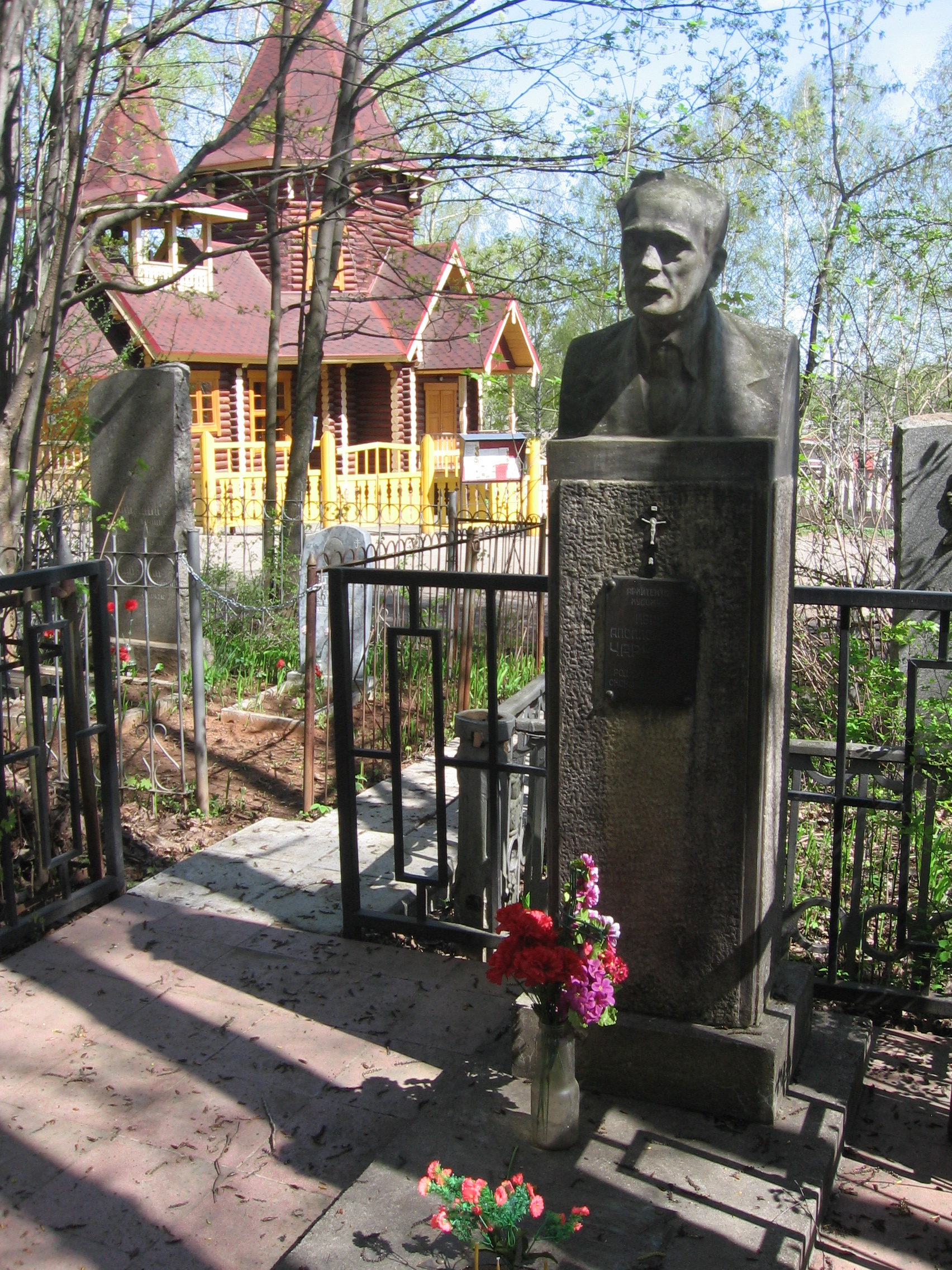
Надгробный памятник на Лобановском кладбище Кирова

Иван Аполлонович скончался 29 июля 1945 года в Кирове в возрасте 83 лет. После его смерти в газете «Кировская правда» был опубликован некролог. Гражданская панихида по архитектору была проведена в Кировском областном художественном музее, после чего он был с почестями похоронен на Лобановском кладбище города. Впоследствии на могиле архитектора был установлен памятник работы скульптора Михаила Михайловича Кошкина.

## Работы архитектора
Всего за свою полувековую архитектурную деятельность Иван Аполлонович спроектировал более 500 зданий и сооружений на территории бывшей Вятской губернии, из которых около трети находится на территории современной Удмуртии. Общее количество построек, выполненных под руководством Чарушина или при его участии, оценивается в тысячу и более. Он построил (иногда в соавторстве с другими архитекторами) 67 каменных и 98 деревянных церквей, в том числе 53 в Удмуртии. Евгений Фёдорович Шумилов приводит такую классификацию объёмно-планировочных решений в проектах культовых сооружений Чарушина:
- купольный — имеет элементы византийского стиля;
- шатровый — характеризуется более динамичной и целостной объёмной композицией;
- соборный — планировка, где восемь глав «собираются» к девятой, которая венчает храмовый четверик;
- кубический — отличается от соборного типа отсутствием четырёх угловых малых четвериков (этот тип храма планировки храма за авторством Чарушина наиболее распространён в Удмуртии);
- одноглавый — характерен тем, что четверик венчается одной главкой, нижний ярус колокольни также представлен четвериком.

В целом в зодчестве Чарушина в разные периоды отмечают элементы русского стиля, модерна (впервые введён им в архитектуру Вятки), неоклассицизма, в советские годы — конструктивизма. При этом историки и искусствоведы отмечают отсутствие у Чарушина преобладающего стиля и умение архитектора совмещать несколько стилей в одном произведении.
В Елабуге Чарушин спроектировал в стиле модерн с элементами эклектики построенное в 1899—1903 годах здание Женского епархиального училища. В проектах Вятки Чарушин также использовал разную стилистику, не ограничиваясь чем-то узконаправленным. Так, здания банков конца XIX века выполнены им в неогреческом и неоримском стилях, в оформлении городского парка прослеживаются отсылки к китайской и мавританской архитектуре. Особняк купца Тихона Филипповича Булычёва, построенный в 1909—1910 годах, выполнен в духе английской готики с элементами ассирийско-вавилонского декора. В здании магазина Клобукова и Ухова (улица Спасская, 15, 1909—1910 годы) прослеживается ранний модерн: цветная штукатурка, декор из гнутого металла, полукруглый угол с главным входом. В этот период Чарушин построил множество домов в стиле модерн по всей губернии. Наиболее значимым сооружениям Чарушина в Кирове называют конструктивистское здание Центральной гостиницы, построенное в 1937 году на месте снесённого годом ранее Воскресенского собора и ставшее архитектурной доминантой центра города. В Сарапуле среди проектов Чарушина выделяют здание Государственного банка, здание женской гимназии, дом лесопромышленника И. П. Корешева, здание приюта и богадельни Смагиных, придел преподобного Серафима Саровского в Петропавловской церкви, реконструкцию колокольни Вознесенского собора. По заказу местного купца и городского головы Павла Андреевича Башенина Чарушин спроектировал каменное здание городского театра. Проект не был реализован из-за смерти Башенина. Оригинальным образцом деревянного зодчества в стиле модерн называют дачу оружейника И. Ф. Петрова в Ижевске. Наиболее выдающимся проектом архитектора за всю историю его деятельности, что подтверждает сам Чарушин в своей автобиографии, называют выдержанный в русском стиле Михаило-Архангельский собор в Ижевске.

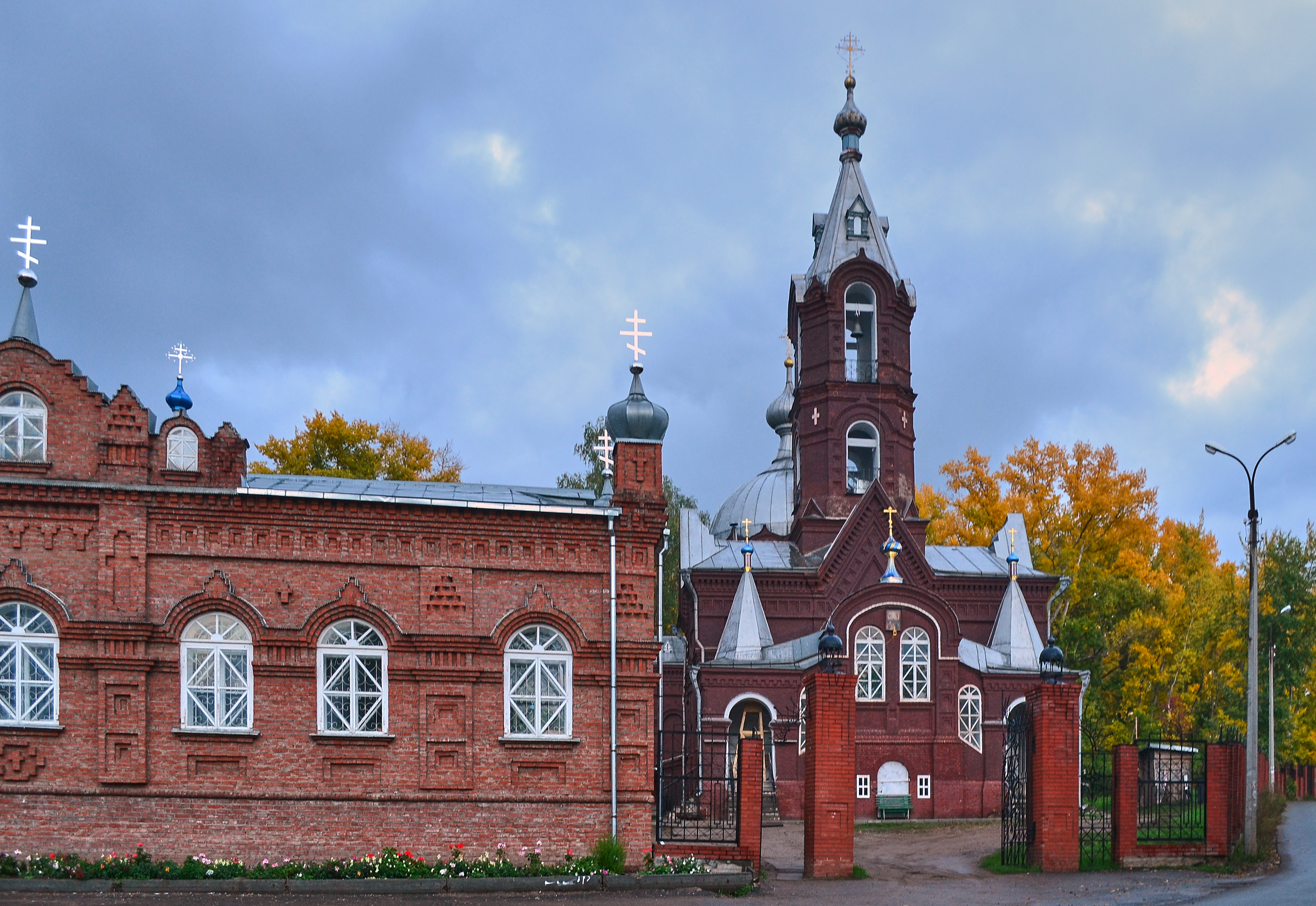
Спасо-Преображенская церковь (Воткинск, 1897–1900)
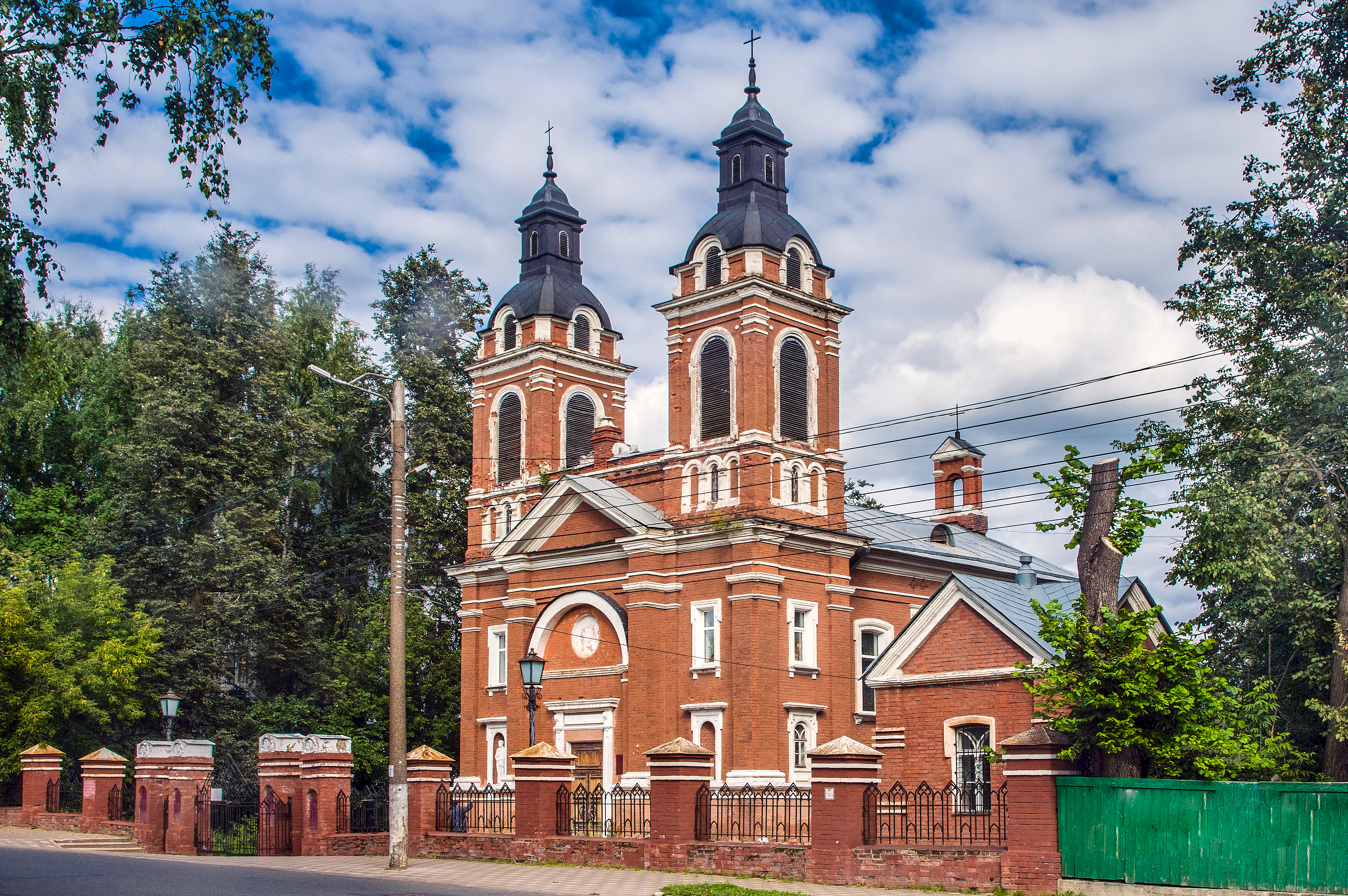
Александровский костёл (строительство под руководством И. А. Чарушина, Киров, 1903)
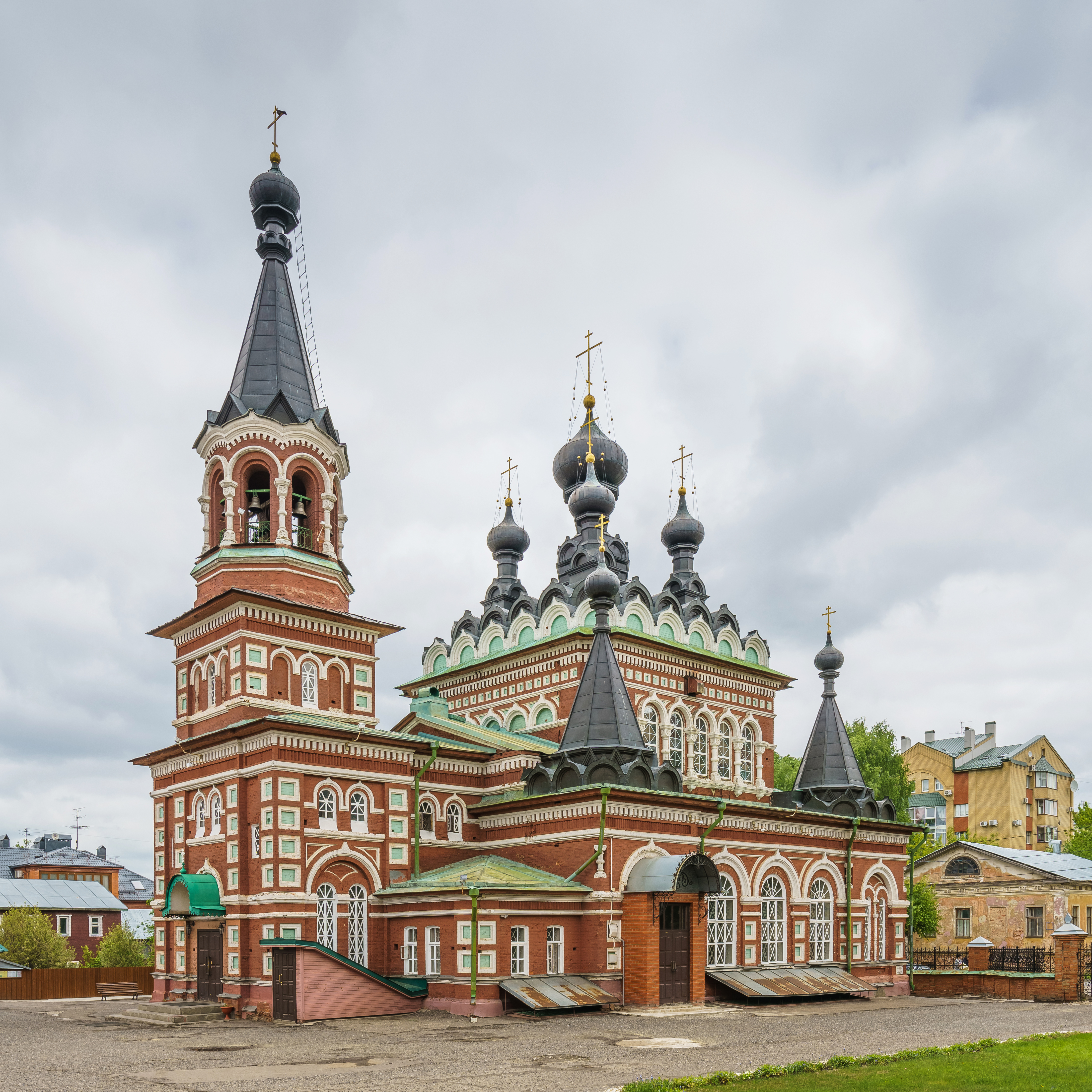
Церковь Серафима Саровского (Киров, 1904—1906)
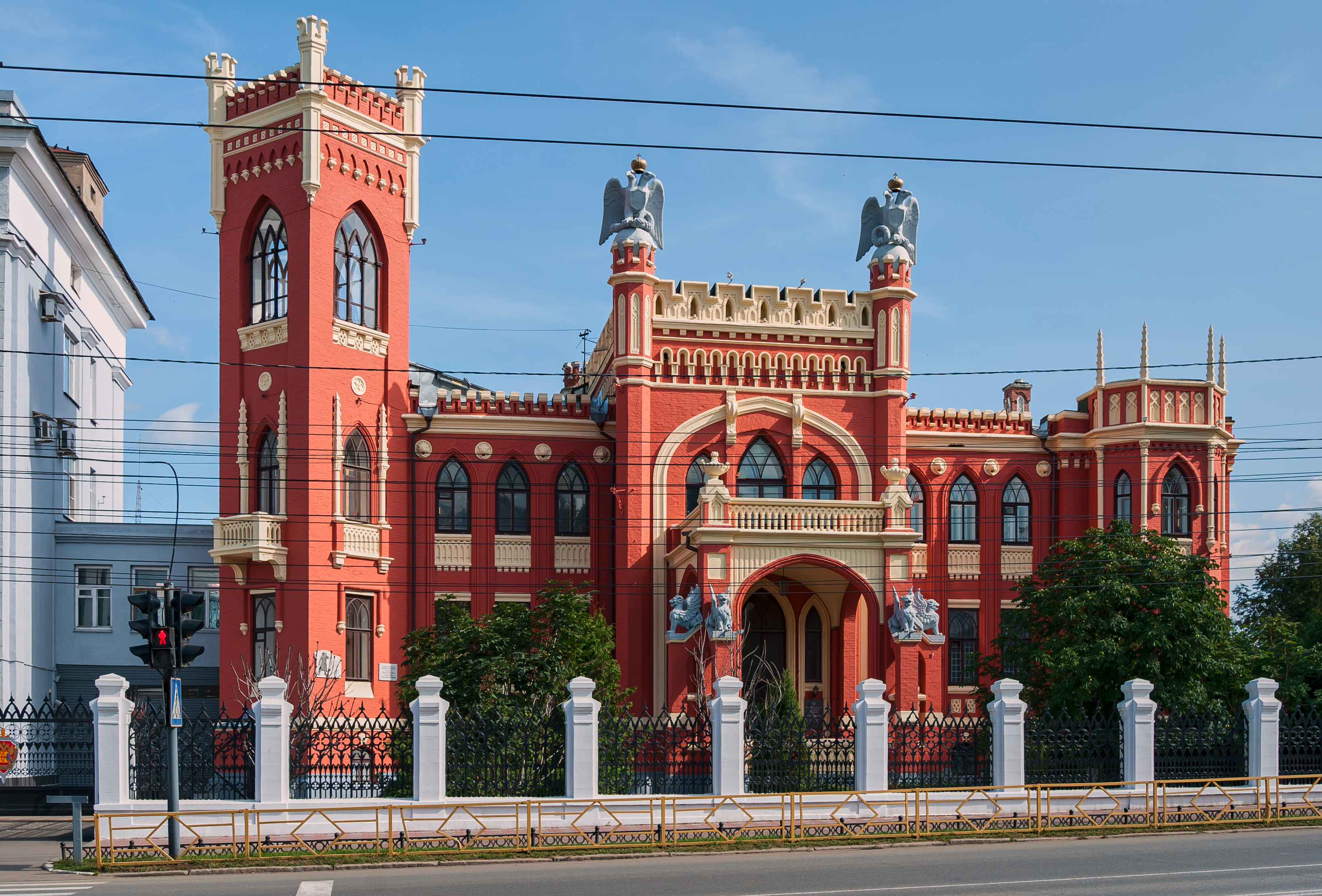
Дом купца Т. Ф. Булычёва (Киров, 1911)
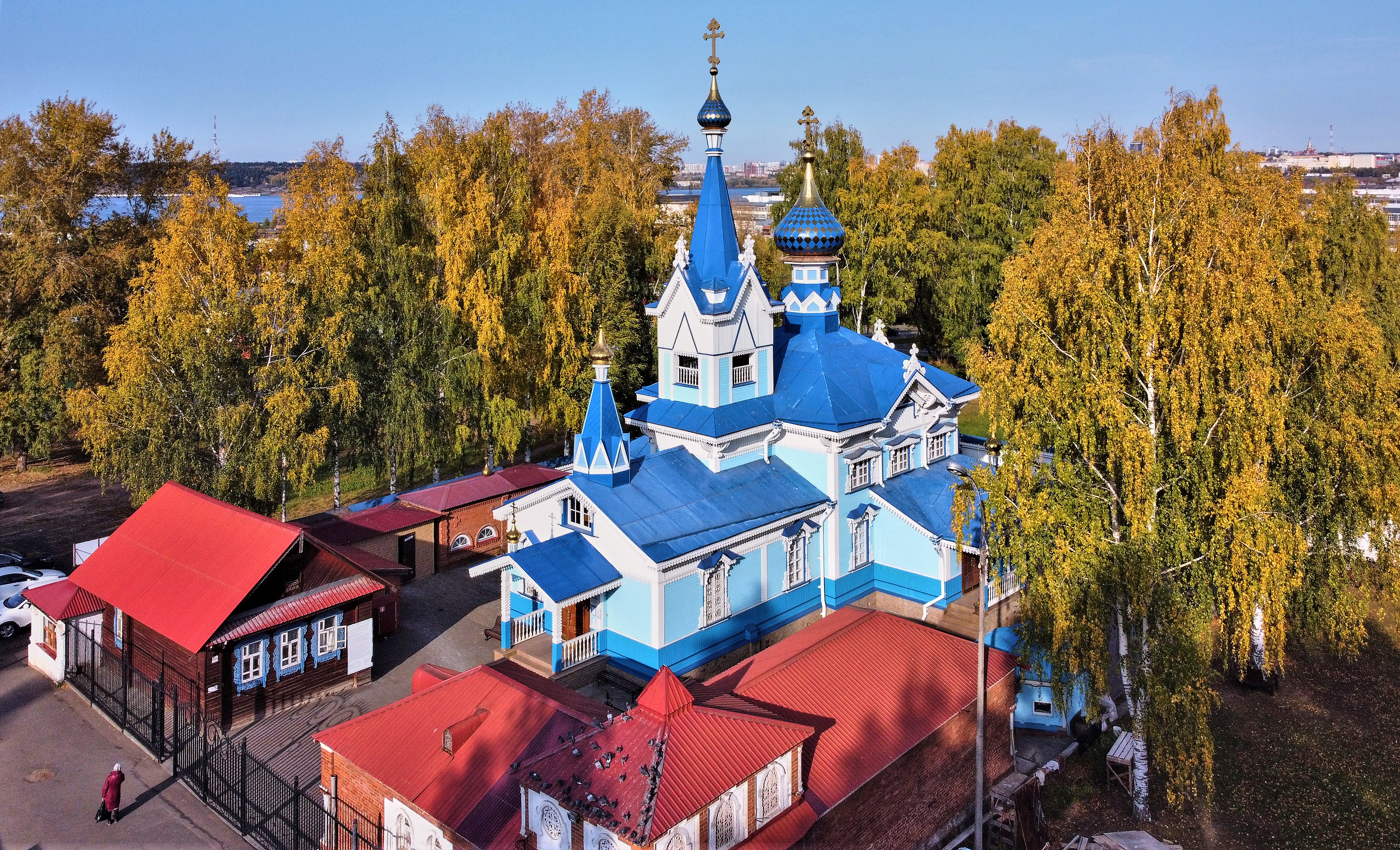
Успенская церковь (Ижевск, 1911–1916)
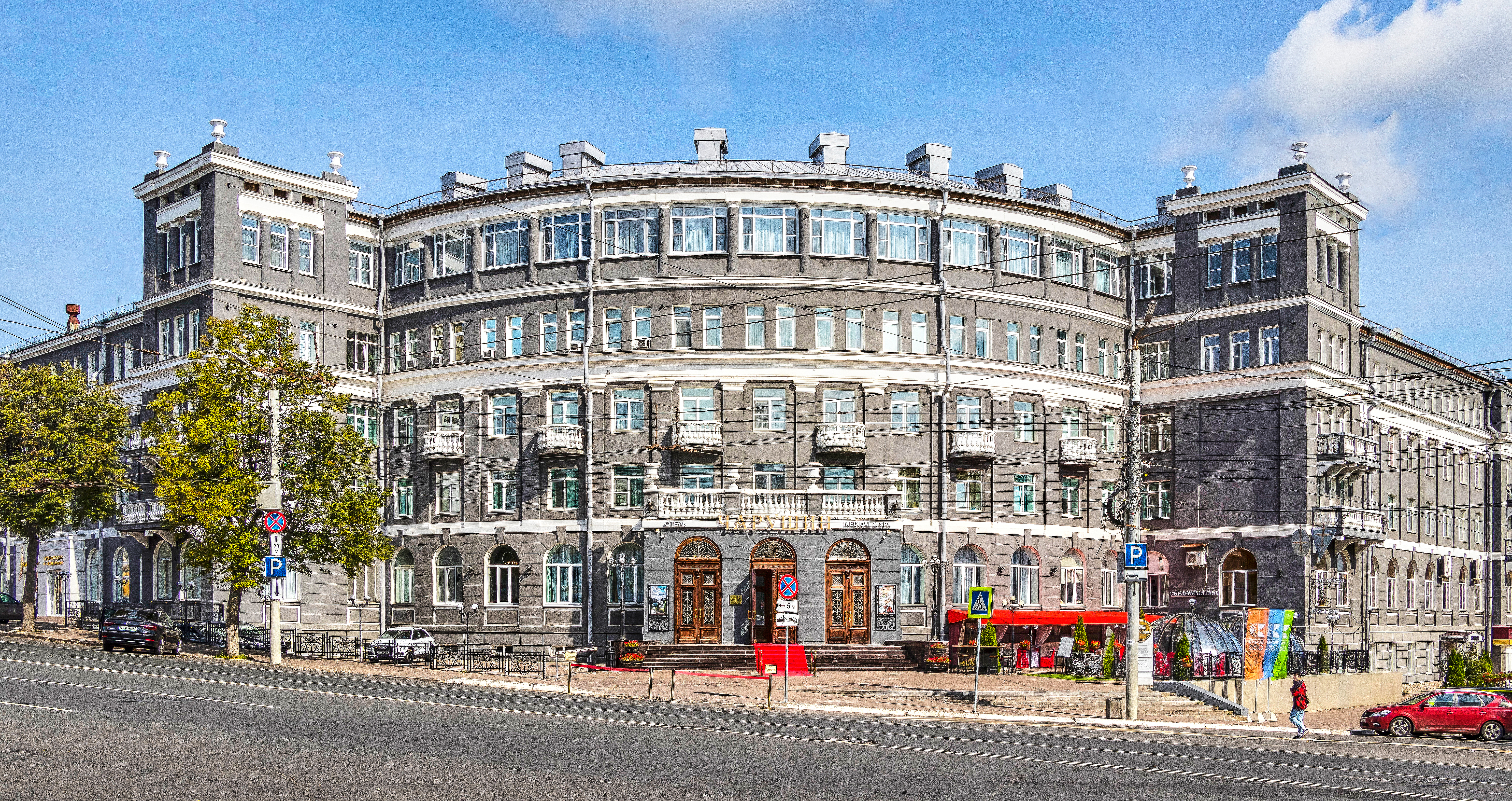
Центральная гостиница (Киров, 1936–1937)

## Награды и звания
В 1890 году получил звание архитектора-художника первой степени. В 1903 году получил чин коллежского советника. Награждён орденами:
- святого Станислава третьей степени (1894);
- святой Анны третьей степени (1896);
- святой Анны второй степени (1903);
- святого Владимира четвёртой степени (1909).

В 1927 году от имени Вятского кожевенного треста во Всероссийский Союз строительных рабочих поступило ходатайство о присвоении Чарушину звания Героя Труда, оставшееся без внимания.

## Память
В советские годы городские власти не предпринимали усилий для увековечивания памяти Чарушина. Предложение Кировского отделения Союза архитекторов СССР установить на здании Центральной гостиницы Кирова мемориальной доски осталось без внимания горисполкома. В 2022 году в честь 160-летнего юбилея со дня рождения архитектора гостиница «Центральная» была переименована в «Charushin Hotel», что вызвало возмущение общественности. Впоследствии название и вывеска гостиницы были русифицированы, теперь она носит название «Отель Чарушин». В лобби отеля располагается экспозиция, посвящённая истории здания и его архитектору.